# Lisa Makas
Lisa Marie Makas (* 11. Mai 1992 in Mödling) ist eine ehemalige österreichische Fußballspielerin. Am 10. August 2022 erklärte sie das Ende ihrer aktiven Karriere.

## Leben
Lisa Makas wurde am 11. Mai 1992 in Mödling geboren. Um 2010 absolvierte sie eine Lehre zur Restaurantfachfrau in Heiligenkreuz.
Im Dezember 2022 übernahm sie als Nachfolgerin von Martin Pototschnig die sportliche Leitung der FK Austria Wien Frauen.

## Karriere

### Vereine
Lisa Makas spielte in ihrer Jugend ab August 1997 beim SC Weissenbach und ab September 2005 beim SC Berndorf. Mit 14 Jahren wechselte sie im Sommer 2006 in die Gebietsliga Süd/Südost zum SKV Altenmarkt wo sie in der Saison Torschützenkönigin wurde.
Mit 57 Toren wurde Makas 2007 Torschützenkönigin und stieg mit ihrem Verein in die 1. Niederösterreichische Landesliga auf. In der folgenden Saison errang sie mit 38 Toren erneut den Titel der Torschützenkönigin und stieg in die 2. Frauenliga Ost auf. 2009 wurde Makas mit ihrem Verein zum dritten Mal in Folge Meister, allerdings erlitt sie einen Meniskus- und Kreuzbandriss. Dadurch verpasste sie etwa das Relegationsspiel für die erste Liga, das ASV Spratzern verlor.
Im Sommer 2009 wurde sie als eine von zehn Mädchen in ÖFBs Projekt 12 aufgenommen, dem Nachfolger der Challenge 08. Projekt 12 war ein Individualförderungsprogramm der größten Fußballtalente Österreichs im Bereich U-16 bis U-21. 2010 und 2011 wurde sie mit ASV Spratzern jeweils Vizemeister in der 2. Frauenliga Ost.
Zur Saison 2011/12 wechselte sie zum ASV Spratzern (seit Saison 2013/14 FSK St. Pölten), der am Ende der vorherigen Saison in die ÖFB-Frauenliga aufgestiegen war. 2012 und 2013 wurde sie Vizemeisterin und gewann 2013 und 2014 den ÖFB-Ladies-Cup. Zum Ende der Spielzeit 2014/15 verließ sie St. Pölten und schloss sich zur Saison 2015/16 dem SC Freiburg an.
Zu Beginn der Saison 2016/17 wechselte sie zum MSV Duisburg. Nach fünf Jahren in Deutschland kehrte Makas im Sommer 2020 nach Österreich zurück und schloss sich erneut dem SKN St. Pölten an, mit dem sie 2020/21 ihren zweiten Meistertitel feierte. Im Jänner 2022 wechselte sie innerhalb der österreichischen Frauen-Bundesliga zu Austria Wien.

### Nationalmannschaft
Lisa Makas spielte in der U-19- und U-21-Nationalmannschaft. In der A-Nationalmannschaft debütierte sie am 9. Juni 2010 bei einem 6:0-Heimsieg gegen Malta in der Qualifikation zur WM 2011. Dabei schoss sie 3 Tore, etwas das einer österreichischen Spielerin noch nie im ersten Spiel gelang.
Vier Jahre später schloss sie mit der Mannschaft die Gruppe 8 der 2. Qualifikationsrunde für die Europameisterschaft 2017 als Zweitplatzierter hinter Norwegen ab und qualifizierte sich erstmals für ein bedeutsames Turnier, nachdem man ein Jahr zuvor als Erstteilnehmer das Turnier um den Zypern-Cup gewann. Die Mannschaft erreichte bei der Women’s Euro 2017 das Semifinale.

## Erfolge
- Österreichische Pokalsiegerin 2013, 2014, 2015
- Österreichische Meisterin 2015, 2021
- Österreichs Spielerin des Jahres 2015

## Auszeichnungen
- Österreichische Sportlerin des Jahres 2017 als Spielerin der Nationalmannschaft bei der EM